# Ассоциация активистов за права человека в Бутане
Ассоциация активистов за права человека в Бутане или АХУРА (англ. Association of Human Rights Activist of Bhutan, AHURA) — правозащитная организация в Бутане. Также АХУРА оказывает поддержку бутанским беженцам в Непале, Индии, Великобритании, Ирландии, Швейцарии, Дании, Японии и Нидерландах.

## Предыстория
Лхоцампа — один из непальских народов с древних времён проживал в южном Бутане и составлял около 28 % населения Бутана. Введение нового Закона о гражданстве в 1985 году значительно ухудшило положение этнических меньшинств и привело в дальнейшем к массовой миграции лхоцампа из Бутана. В 1988 год правительство провело перепись населения, отнеся многих этнических лхоцампа к нелегальным иммигрантам. Местные лидеры лхоцампа ответили антиправительственными митингами, на которых требовали получения гражданства. Между 1988 и 1993 годами тысячи лхоцампа подверглись политическим репрессиям, а 100 000 были вынуждены покинуть Бутан. Часть из них поселилась в лагерях бутанских беженцев Голдхап, Тимай, Санисчэйр, Хундунабари, Белданги и др.
В 1989 году Королевский консультативный советник и народный представитель юга Тек Натх Ризал написал петицию королю Бутана Джигме Сингье Вангчуку. В ней он потребовал пересмотра закона о гражданстве 1985 года. Но его обращение было воспринято королём как акт измены, Ризал был заключён в тюрьму и подвергнут пыткам. 
Через неделю он был освобождён по королевской амнистии, при условии, что не будет вести антиправительственную деятельность. После этого Ризал бежал в Непал. 7 июля 1989 года Ризал образовал «Народный форум по правам человека в Бутане» (англ. People's Forum for Human Rights in Bhutan, PFHRB) в изгнании (Непал) и начал кампанию против грубых нарушений прав человека в Бутане. 16 ноября 1989 года полиция Бутана похитила Тек Натх Ризала и трёх его сторонников прямо на территории Непала. В 1992 году он был приговорён к пожизненному заключению, но был помилован королём  в декабре 1999 года. Ряд диссидентов бежавших из Бутана образовали 2 июня 1990 года Бутанскую народную партию. 7 августа 1990 года МВД Бутана издало указ по которому те граждане кто покинул страну в качестве беженцев объявлялись предателями и лишались гражданства. Имущество членов семьи и родственников тех, кто бежал из страны были конфискованы.

## История
Ассоциация активистов за права человека в Бутане была создана 16 ноября 1992 года. Костяком этой правозащитной организации стали группа бывших «узников совести» и бутанские правозащитники. Все активные члены являются жителями лагерей беженцев. АХУРА стала внепартийной, неправительственной и некоммерческой организацией, единственной целью которой является наблюдение за соблюдением прав человека в Бутане. АХУРА постоянно поднимает вопрос о бутанских беженцах и нарушения прав человека в Королевстве Бутан в Комиссии ООН / Подкомиссии по правам человека в Женеве. Важным результатом пропаганды в ООН стало заявление сделанное на 50-й сессии Подкомиссии ООН в Женеве в августе 1998 года в котором ООН призвала Бутан к решению проблем бутанских беженцев.
Самой резонансной акцией стал проведенный в 1996 году совместно с Координационным советом правозащитных движений (англ. Appeal Movement Coordinating Council) «Марш мира» в котором участвовало более 4000 человек.
В марте 1999 года в Непале были открыты реабилитационные центры для жертв пыток.. На 20 января 2010 года в лагерях проживали 85 544 беженца.

## Цели
Общей целью «Ассоциации активистов за права человека в Бутане» является построение мирного и гармоничного гражданского общества в Бутане, соблюдение прав человека для всех бутанских граждан, охрана стандартов установленных Организацией Объединенных Наций. Также основными целями являются:
- Защита прав человека в Бутане.
- Возвращение бутанских беженцев в Бутан и обеспечение их безопасности и гражданских прав.
- Документирование всех случаев нарушения прав человека в Бутане.
- Выступления организации на региональном и международном уровнях для скорейшего справедливого урегулирования бутанского кризиса.
- Повышение осведомлённости о правах человека для жителей Бутана и беженцев.
- Реализация программ социально-социального обеспечения в лагерях бутанских беженцев.[1]